# مجزرة ساحة الصدرين
مجزرة ساحة الصدرين هو هجوم وقع على ساحة الصدرين يوم 5 شباط 2020 التي اعتصم فيها متظاهري النجف المناوئين للنظام ونفذه مسلحون ينتمون إلى جهة مجهولة بعد ان اشتبكوا مع جماعة تنتمي الى التيار الصدري ويسمون «القبعات الزرق» التي شكلها مقتدى الصدر لحماية ساحات التظاهر وقتل فيها 23 متظاهراً وأصيب 182 آخرين. قام رئيس حكومة تصريف الأعمال المستقيل عادل عبد المهدي بتشكيل لجنة تحقيق أمنية. قال ممثل المرجعية الدينية في النجف علي السيستاني في خطبة الجمعة: «إن القوات الأمنية يجب أن تتحمل مسؤولية حفظ الأمن والاستقرار، وحماية ساحات الاحتجاج والمتظاهرين السلميين». قام مقتدى الصدر بحل القبعات الزرق بعد أسبوع من مجزرة ساحة الصدرين.

## خلفية
دعا مقتدى الصدر إلى فتح الطرق وإنهاء الإضراب يوم 2 شباط 2020 بعد تكليف محمد توفيق علاوي رئيساً للوزراء ورفض متظاهرو العراق تكليف محمد توفيق علاوي وكذلك رفضوا فتح الطرق وإنهاء الإضراب إذ يعتبرونه تصعيد سلمي ضد تكليف محمد توفيق علاوي وانتشرت القبعات الزرق في الطرق لمنع قطها وكذلك انتشروا في الجامعات وفي الكوت أكد المتظاهرون استمرار الإضراب ووقعت صدامات بين متظاهري الديوانية وذوو القبعات الزرق وكذلك وقعت مصادمات مع متظاهري بابل خلفت 19 جريح ووفاة متظاهر متأثراً بجراحه بحسب مصادر إعلامية أما في ذي قار فقد قام المتظاهرون بطرد ذوي القبعات الزرق بعد مصادمات بينهم بسبب رفض متظاهري ذي قار تكليف محمد توفيق علاوي وفي البصرة أعلنت قبيلة المريان في البصرة النفير العام والانضمام لساحة الاعتصام في المحافظة لمنع ميلشيا التيار الصدري من الاعتداء على المتظاهرين، كما حصل في محافظتي النجف وبابل وبحسب مصادر إعلامية ففي محافظة بغداد سيطر القبعات الزرق على المطعم التركي ووقعت مصادمات بينهم أما في كربلاء وبحسب ناشطين فقد وقعت مصادمات بين منظاهري كربلاء والقبعات الزرق وحاولوا السيطرة على ساحة الأحرار في كربلاء.

## أحداث
وقع هجوم ساحة الصدرين بحسب مصادر في حوالي الساعة السادسة مساءً يوم 5 شباط 2020 وبحسب مصادر محلية فقد قطع التيار الكهربائي عن ساحة الصدرين وهجم مسلحون ينتمون إلى التيار الصدري على متظاهري النجف وقد قتل 11 متظاهراً وأصيب 205 آخرين أما في اليوم فقد ارتفع عدد القتلى إلى 23 متظاهراً.

## ردود أفعال

### داخلياً
- المرجع علي السيستاني: وخلال خطبة الجمعة قال ممثل المرجعية أحمد الصافي: «إن القوات الأمنية يجب أن تتحمل مسؤولية حفظ الأمن والاستقرار، وحماية ساحات الاحتجاج والمتظاهرين السلميين، وكشف المعتدين والمندسين، والمحافظة على مصالح المواطنين من اعتداءات المخربين، ولا مبرر لتنصلها عن القيام بواجباتها في هذا الإطار، كما لا مسوغ لمنعها من ذلك أو التصدي لما هو من صميم مهامها».[16]
- قال رئيس الوزراء السابق ورئيس ائتلاف النصر حيدر العبادي: «نساند استمرار التظاهرات السلمية وحمايتها من أجل إجراء إصلاحات جوهرية».[17]
- كردستان العراق: نيجيرفان بارزاني رئيس وزراء أقليم كردستان: «ندين استمرار استخدام العنف ضد المتظاهرين في العراق. التظاهرات السلمية المدنية، حق دستوري مكفول، وإن قتل المتظاهرين واستخدام القوة لترهيبهم وتفريقهم، جريمة فاضحة وسلب للحرية والحقوق الدستورية للمواطنين».[18]

### خارجياً
- الولايات المتحدة: أعلنت السفارة الأمريكية في بيان لها: إنها تدين بشدة الهجوم الوحشي الذي حصل في مدينة النجف الأشرف يوم أمس الأربعاء والذي أدى إلى مقتل وجرح عدد من المتظاهرين السلميين، من المؤسف أنه لا يزال يُسمح للجماعات المسلحة بانتهاك سيادة القانون بالعراق مع الإفلات من العقاب ضد المواطنين السلميين الذي يمارسون حقهم الديموقراطي في حرية التعبير، بما في ذلك مطالبهم بالإصلاح السياسي والاقتصادي.[19]
- فرنسا: نددت السفارة الفرنسية لدى بغداد سقوط قتلى وجرحى في صفوف المتظاهرين بمحافظة النجف جراء الهجوم الذي تعرضت له ساحة الصدرين.[20]
- المملكة المتحدة: قال السفير البريطاني «هيكي» عبر تغريدة على منصة تويتر: «صدمت بسبب استخدام العنف ضد المتظاهرين السلميين يوم أمس في النجف، إذ أن من الأولويات الضرورية للحكومة الحالية والحكومة القادمة إنهاء العنف الجاري وحماية المتظاهرين السلميين ومحاسبة مرتكبي الجرائم بما فيهم الجماعات المسلحة الخارجة عن القانون».[21]

### منظمات دولية
- المفوضية العليا لحقوق الإنسان في العراق قالت في بيان لها: إنها تبدي قلقها الكبير بشأن الأحداث الحاصلة في محافظة النجف وتدعو الأطراف كافة إلى ضبط النفس، والحفاظ على سلمية المظاهرات، والحفاظ على استقرار وأمن المدينة.[22]
- الأمم المتحدة: في تغريدة ليونامي نقلاً عن بلاسخارت ذكرت فيها: ندين بشدة أعمال العنف والعدد الكبير من الضحايا في النجف ويجب ضمان حماية المتظاهرين المسالمين في جميع الأوقات، وليس عندما يفوت الأوان.[23]
- الصليب الأحمر: قال مارتن هوت، في تغريدة له على موقع تويتر: أن الترهيب والعنف ضد المتظاهرين على يد عناصر مسلحة، والذي تسبب بوفيات ليلة أمس في النجف، أمرٌ غير مقبول.[24]